# Skin Trade
Skin Trade is een nummer van de Britse new waveband Duran Duran uit 1987. Het is tweede single van hun vierde studioalbum Notorious.
"Skin Trade" ontleent de titel aan het boek Adventures in the Skin Trade van Dylan Thomas. Het nummer gaat over hoe mensen zichzelf volgens te band 'te veel verkopen'. De muziek was al lang geschreven voordat frontman Simon le Bon de tekst af had. Op het nummer zingt Le Bon voor het eerst met de kopstem, waarvoor hij zich liet beïnvloeden door Emotional Rescue van The Rolling Stones. "Skin Trade" werd in een aantal landen een bescheiden hit. Zo bereikte het de 22e positie in het Verenigd Koninkrijk. In het Nederlandse taalgebied was de plaat succesvoller; met een 14e positie in de Nederlandse Top 40, en een 9e positie in de Vlaamse Radio 2 Top 30.